# 12722 Petrarca
12722 Petrarca è un asteroide della fascia principale. Scoperto nel 1991, presenta un'orbita caratterizzata da un semiasse maggiore pari a 2,3099364 UA e da un'eccentricità di 0,1463661, inclinata di 3,34108° rispetto all'eclittica.